# Carl Munters
Carl Georg Munters (Dala-Järna, Dalarna (condado), 22 de março de 1897 — 1989) foi um engenheiro sueco.
É conhecido pela invenção do refrigerador de absorção, juntamente com Baltzar von Platen, atualmente produzido pela Electrolux. Também inventou e patenteou um método de produzir espuma plástica, que foi depois redescoberto pela Dow Chemical Company e usado para produzir poliestireno expandido (isopor).

## Vida
Nasceu em Dala-Järna, Dalarna (condado), Suécia, filho do engenheiro Anders Johan Munters e Hilman Bernhardina Helling. Graduado no Instituto Real de Tecnologia em 1922. Casou com Anna Eugenia Geralf em 1925 e Marianne Warkander em 1951.

## Refrigeradores
Juntamente com Baltzar von Platen e John Tandberg, Munters inventou o refrigerador de absorção para uso doméstico. A intenção era criar um refrigerador fácil de usar e sem partes móveis. A tecnologia produz "frio" a partir de uma fonte de calor como propano, eletricidade ou querosene. Eles alugaram um quarto e trabalhavam até de madrugada. Dormiam no período da manhã e reduziram a carga horária no Instituto Real de Tecnologia, onde estudavam então. Levou cerca de um ano para criarem um primeiro protótipo que funcionava com auto-circulação. O protótipo ainda tinha uma parte móvel, uma válvula de esfera, e era grande e desajeitado. Finalmente o protótipo foi melhorado e seu mecanismo de refrigeração foi uma sensação mundial. Albert Einstein mencionou certa vez que havia se admirado de sua solução engenhosa.
A fabricação do refrigerador foi iniciada em 1923 pela empresa AB Arctic. Em 1925 o desenvolvimento foi concluído, e a empresa foi comprada pela Electrolux.

## Outras invenções
Após inventar a espuma de plástico, Munters iniciou sua própria empresa em 1955 e desenvolveu, entre outras coisas, novos materiais isolantes, condicionadores de ar e dispositivos de desumidificação. Ao morrer tinha mais de mil patentes.